# Clássico dos Ritos

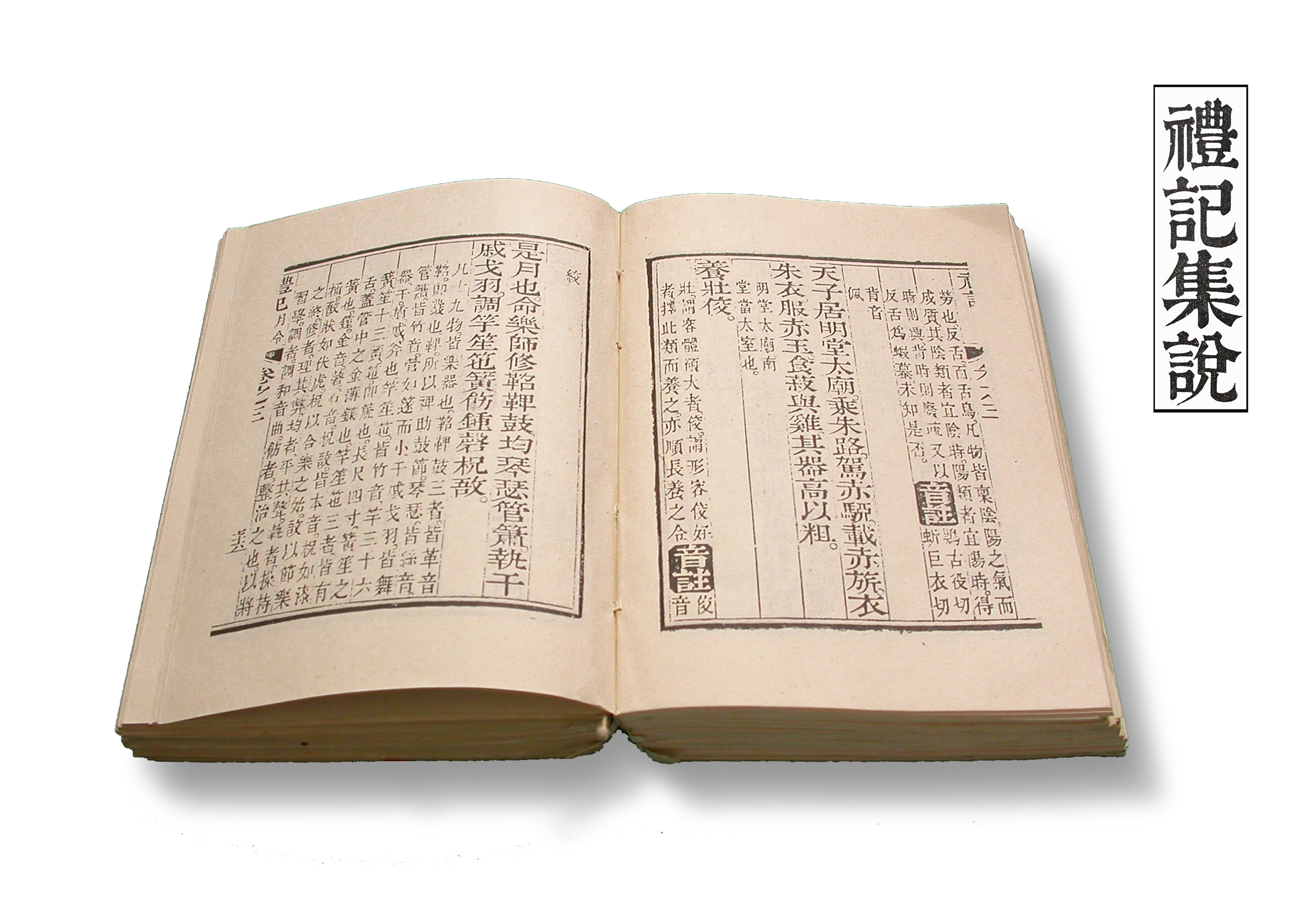
Clássico dos Ritos

O Clássico dos Ritos (chinês tradicional: 禮記, chinês simplificado: 礼记, pinyin: Lǐjì), era um dos cinco clássicos chineses do cânon do confucianismo. Descrevia as normas sociais, sistema de governo, e ritos cerimoniais da Dinastia Zhou (c. 1050–256 a.C.).
Foi originalmente reescrito e editado pelos discípulos de Confúcio. Desde essa altura, outros estudiosos tentaram redigir estas escrituras, incluindo Dai De (戴德) que reorganizou a obra por volta do século I a.C., reduzindo os 214 livros iniciais para 85. O seu irmão mais novo, Dai Sheng (戴圣) reduziu para 46 livros, sendo mais tarde adicionados mais três para o fim da Dinastia Han, totalizando 49 livros.